# جدیده عرطوز
جدیدة عرطوز (به عربی: جدیدة عرطوز) یک منطقهٔ مسکونی در سوریه است که در شهرستان قطنا واقع شده‌است.

## خصوصیات
جدیدة عرطوز ۴۵٬۰۰۰ نفر جمعیت دارد.